# NGC 7704
NGC 7704 је елиптична галаксија у сазвежђу Рибе која се налази на NGC листи објеката дубоког неба.
Деклинација објекта је + 4° 53' 53" а ректасцензија 23h 35m 0,9s. Привидна величина (магнитуда) објекта NGC 7704 износи 13,6 а фотографска магнитуда 14,6. NGC 7704 је још познат и под ознакама UGC 12684, MCG 1-60-5, CGCG 407-14, NPM1G +04.0613, PGC 71810.